# Faux charbon nu de l'orge
Le faux charbon nu de l'orge est une maladie fongique causée par un champignon basidiomycète, Ustilago nigra, qui affecte les cultures d'orge. Ce champignon est très similaire à Ustilago nuda, agent pathogène du charbon nu, dont il fut distingué pour la première fois en 1932.

## Symptômes
La maladie n'est pas apparente avant l'épiaison, période à laquelle les épis charbonneux émergent un peu plus tôt que les épis sains.
Dans un premier temps, chaque épi charbonneux est couvert d'une membrane papyracée, grisâtre, délicate.
Ces membranes se brisent peu de temps après l'apparition des épis charbonneux et laissent apparaître une masse poudreuse brun foncé à noir de spores. Ces spores sont facilement dispersées, ne laissant plus que le rachis nu.